# شبه جزيرة مورنينجتون
شبه جزيرة مورنينغتون،هي منطقة جغرافية تقع جنوب منطقة ملبورن الكبرى في ولاية فيكتوريا، أستراليا. يحدّها من الغرب ميناء فيليب، ومن الشرق الميناء الغربي، ومن الجنوب مضيق باس، بينما ترتبط بالبر الرئيسي من الجهة الشمالية. من الناحية التضاريسية، تبدأ شبه الجزيرة امتدادها من البر الرئيسي عند المنطقة الواقعة بين بيرسيدال وشمال فرانكستون. كانت هذه الأرض موطنًا أصليًا لقبيلتي مايوني-بولوك وبونوورونغ-بالوك، وكانت تُشكّل جزءًا من أراضي شعب بونوورونغ قبل وصول المستوطنين الأوروبيين.
تمت إزالة مساحات واسعة من الغطاء النباتي الأصلي في شبه جزيرة مورنينغتون بغرض الزراعة والتوسع السكاني، إلا أن بعض المناطق الطبيعية لا تزال قائمة، خصوصًا في الجنوب والغرب، حيث تحظى بعض المواقع بالحماية ضمن منتزه شبه جزيرة مورنينغتون الوطني. في عام 2002، بلغ عدد سكان شبه الجزيرة والمناطق المجاورة نحو 180,000 نسمة، يتركّز أغلبهم في مدن تقع على الساحل الغربي وتُعد أحيانًا ضواحي بعيدة لمدينة ملبورن الكبرى. ويرتفع هذا العدد خلال موسم العطلات ليصل إلى حوالي 270,000 نسمة. ووفقًا لإحصاءات 30 يونيو 2017، بلغ عدد السكان الدائمين لشبه الجزيرة 163,847 نسمة. ومع ذلك، يتضاعف العدد تقريبًا في ذروة فصل الصيف، حيث يتراوح بين 225,000 و250,000 شخص سنويًا، ما يجعلها أكثر المناطق الساحلية ازدحامًا بالسكان في ولاية فيكتوريا، متجاوزة بذلك عدد سكان مدينة هوبارت.